# Eurocon 2002
Eurocon 2002, acronim pentru Convenția europeană de science fiction din 2002, a avut loc la Chotebor în  Cehia, pentru prima dată.